# Samuel Jones (1866–1932)
Samuel Jones (ur. 1866, zm. 13 listopada 1932) – walijski piłkarz występujący na pozycji obrońcy.
W reprezentacji Walii zadebiutował 12 marca 1887 w przegranym 1:4 meczu British Home Championship przeciwko Irlandii. W drużynie narodowej wystąpił dwukrotnie.